# Uppåkra IF
Uppåkra IF grundades 1949 och är belägen i Hjärup, ett samhälle mellan Lund och Malmö. Fram till 2021 fanns sektioner för gymnastik, badminton och tennis men det är bara fotbollen kvar - den stod alltid för den största delen. Klubben har ca 750 medlemmar varav ca 600 aktiva i fotbollssektionen. Det finns cirka 15 ungdomslag, juniorlag, oldboyslag, damlag och herrlag. De flesta spelarna är från Hjärup men en del kommer även från Lomma, Åkarp, Lund och Staffanstorp mm.
Klubbens herrlag spelade 2022 i Division 6 Skåne Sydvästra B, medan damlaget är vilande efter spelarflykt 2022.
Klubben anordnar varje år i november Uppåkra Cup, en inomhusturnering i futsal för ungdomslag, som samlar lag från Skåne samt Halland och Danmark. Cupen startades 1979 och är därmed en av de allra äldsta inomhuscuperna i Skåne. Man ordnar också en 3-mannaturnering i augusti utomhus för de allra yngsta killarna och tjejerna.

## Kända spelare
Klubben har fostrat många bra spelare genom åren. En som har gått långt är Tobias Holmqvist som spelat i Helsingborgs IF i Allsvenskan, GAIS samt Hammarby IF i Superettan. En annan är Jesper Rendin som spelat i Lunds BK i Division 1 södra.

## Idrottsplats
Uppåkra IF flyttade i slutet av 2014 till en nybyggd idrottsplats; Uppåkravallen. På den nya idrottsplatsen finns det två konstgräsplaner (11-manna), två naturgräsplaner (11-manna) samt en helt ny klubbstuga med flera omklädningsrum. På den gamla idrottsplatsen planeras det att byggas bostäder.